# Madeleine Béjart

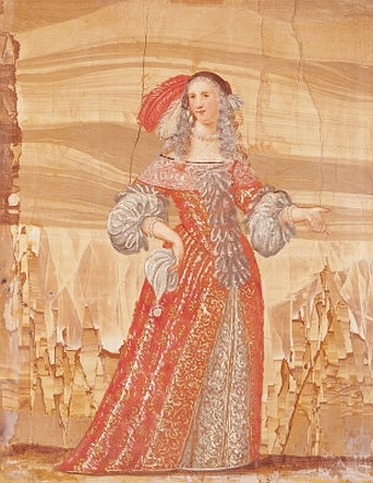
Madeleine Béjart in der Rolle der Magdelon (Molière, Les précieuses ridicules)

Madeleine Béjart (* 8. Januar 1618 in Paris; † 17. Februar 1672 ebenda) war eine französische Schauspielerin, die als langjährige Weggefährtin des Schauspielers, Theaterdirektors und Dramatikers Molière in die Geschichte des französischen Theaters eingegangen ist.

## Leben

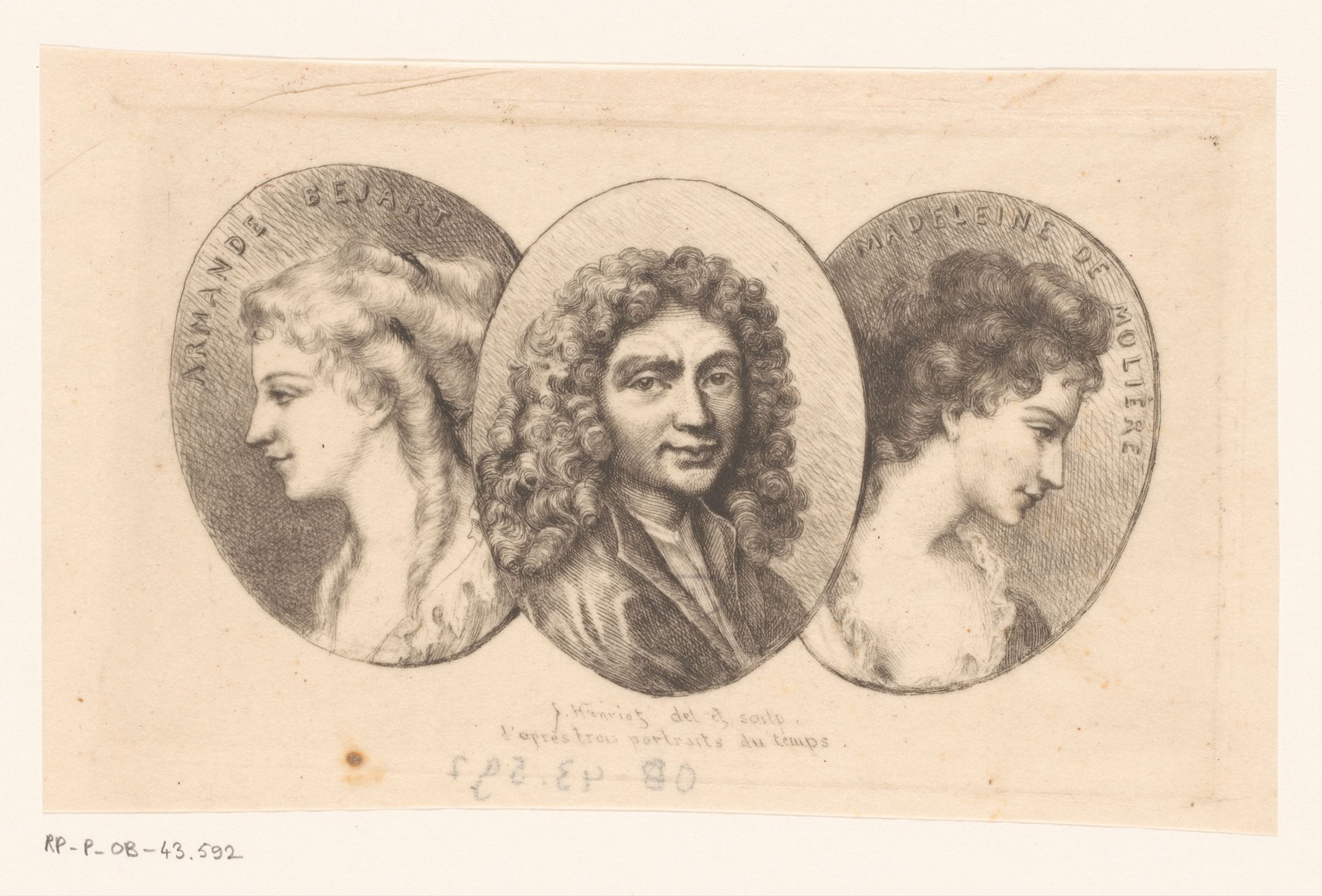
Armande Béjart, Molière und Madeleine Béjart

Sie gehörte einer Pariser Schauspielerfamilie an, zu der neben ihrem Vater Joseph († 1643) und ihr selbst ihre Brüder Joseph (1616–1659) und Louis (1630–1678), ihre Schwester Geneviève (1624–1675) sowie ihre jüngste Schwester oder aber Tochter Armande (1642–1700) zählten.
Nach Aussagen von Zeitgenossen war sie eine begabte Schauspielerin und eine gut aussehende, vitale und sehr vielseitige Person mit von Natur roten Haaren. Mit gut 20 bekam sie eine uneheliche Tochter von einem Protektor der Familie, dem Herzog von Modena. Falls auch Armande ihre Tochter war, wäre der Name von deren Vater offenbar nicht überliefert.
1642 lernte Madeleine den vier Jahre jüngeren Juristen und Theaternarren aus gutbürgerlichen Verhältnissen, Jean-Baptiste Poquelin, genannt Molière, kennen. Sie bestärkte ihn in seiner Theaterleidenschaft und gründete 1644 mit ihm, der sich in Molière umbenannte, eine Theatergruppe mit dem Namen L’illustre Théâtre. Ihr Verhältnis zu ihrem Kompagnon scheint zumindest anfangs eng genug gewesen zu sein, dass er später verdächtigt werden konnte, Vater von Armande (s. o.) zu sein, seiner späteren Ehefrau ab 1662.
Als das Illustre Théâtre schon 1645 bankrottging, schloss sich Madeleine zusammen mit Molière, ihrem Bruder Joseph und ihrer Schwester Geneviève der Truppe des Schauspielers und Theaterdirektors Du Fresne an, die überwiegend in Südfrankreich umherzog.
1658 kam sie mitsamt der Truppe, die inzwischen von Molière geführt wurde, nach Paris zurück. Sie nahm teil am Aufstieg der Truppe zur Troupe du roi (Truppe des Königs) und an der Entwicklung Molières zum anerkannten, aber auch angefeindeten Theaterdirektor und Autor. Bis zu ihrem Tod blieb sie eine seiner wichtigsten Schauspielerinnen und Bezugspersonen, die auch in der schwierigen Ehe mit Armande vermittelt haben soll.